# 입장초등학교
입장초등학교는 대한민국 충청남도 천안시 서북구에 있는 공립 초등학교이다.

## 학교 연혁
- 1928년 4월 16일: 개교
- 1938년 4월 1일: 입장명덕공립심상소학교로 개칭
- 1941년 4월 1일: 입장명덕공립국민학교로 개칭
- 1949년 12월 31일: 입장국민학교로 개칭
- 1996년 3월 1일: 입장초등학교로 개칭
- 2019년 1월 4일: 제91회 27명 졸업
- 2019년 3월 1일: 14학급(특수 1학급, 다문화 1학급) 편성, 병설유치원 1학급

## 참고 자료
- 입장초등학교 - 한국교육학술정보원 학교알리미